# LinuC
LinuC（リナック）とは、2018年3月から提供が開始されたLinux技術者認定であり、2020年4月に仮想化・コンテナ技術などのテーマを出題範囲に加える改訂を行い、現在の出題範囲となった。また、2023年10月にLinuCシステムアーキテクトが最上位資格として追加された。このLinuCは、2000年7月の設立以来、LinuxをはじめとするオープンテクノロジーのIT技術者の技術力の認定活動を行なっているNPO法人LPI-Japanによって企画・開発・運営されている日本発の認定。2024年11月にはLinuCシステムアーキテクトの英語版が新たに発表され、LinuCは世界180以上の国と地域の5,500拠点のテストセンターとオンラインでの受験が可能となっている。

## 概要
LinuC（リナック）は、クラウド／DX時代のITエンジニアに求められる、システム構築から運用管理に必要とされるスキルを証明する技術者認定である。４つのレベルで構成されており、システム構築、運用管理からアーキテクチャ設計までの幅広い技術領域をカバーしている。そのため、各レベルごとの認定取得を通じて一歩ずつ確実に求められるスキルを習得し、それを証明することが可能となっている。
出題範囲の策定や出題される問題の作成は、技術者コミュニティの協力によって行われている。そのため、Linuxだけに限定した従来型のLinux技術者認定（特に海外で開発されたLinux技術者認定）とは異なり、ITシステムの開発や運用管理の現場で本当に役立つ知識や実践的なスキルを問う内容になっている。新しい技術を積極的に取り込む一方で、今となってはあまり使われなくなってきた技術を省くといったことも行なわれている。日本国内に限らず、世界での活躍を目指すITエンジニアにとっても十分役に立つ技術者認定となっている。
- 仮想環境を含むLinuxシステムの基本操作とシステム管理が行える技術者認定となるLinuCレベル1
- 仮想環境を含むLinuxのシステム設計、ネットワーク構築において、アーキテクチャに基づいた設計、導入、保守、問題解決ができる技術者の認定となるLinuCレベル2
- 「OSの混在環境」「セキュリティ」「仮想化／高可用性」という3つの分野の専門家としての認定であるLinuCレベル3
- オンプレ／クラウド、物理／仮想化を含むシステムのライフサイクル全体を俯瞰して最適なアーキテクチャを設計・構築ができる上級エンジニアの証明となるLinuCシステムアーキテクト

## 認定レベル
LinuC（リナック）には4つの認定レベルがあり、求められる技術を習得することで順次ステップアップしていく構成となっている。上位レベルの認定を取得するためには、下位レベルの認定取得が必須となる。

### LinuCレベル1
仮想環境を含むLinuxシステムの基本操作とシステム管理が行える技術者であることが認定され、以下の知識と技術を持つことの裏付けとなります。
- 仮想マシンとコンテナを含むLinuxサーバーの構築と運用・管理ができる
- クラウドのセキュリティを理解し、安全に運用できる
- オープンソースの文化を理解し、業務に活用できる

LinuCレベル1の諸条件は以下の通り。
- 受験の前提条件：なし
- 認定取得の要件：101試験、102試験の2試験に合格すること（5年以内に2試験合格が必要）
- 受験費用：1試験あたり15,000円（税抜き）／16,500円（税込）
- 試験実施方式：CBT（Computer Based Testing）
- 問題数：約60問
- 試験時間：90分
- 合否結果：試験終了と同時

### LinuCレベル2
仮想環境を含むLinuxのシステム設計、ネットワーク構築において、アーキテクチャに基づいた設計、導入、保守、問題解決ができる技術者であることが認定され、以下の知識と技術を持つことの裏付けとなります。
- Linuxシステムの設計、構築、監視、トラブルシューティングができる
- 仮想マシンやコンテナの仕組みを理解し、その管理と運用ができる
- セキュリティとシステムアーキテクチャの基本を理解し、サービスの設計、構築、運用・管理ができる

LinuCレベル2の諸条件は以下の通り。
- 受験の前提条件：なし
- 認定取得の要件：有意なLinuCレベル1を保有し、201試験と202試験の２試験に合格すること（5年以内に2試験合格が必要）
- 受験費用：1試験あたり15,000円（税抜き）／16,500円（税込）
- 試験実施方式：CBT（Computer Based Testing）
- 問題数：約60問
- 試験時間：90分
- 合否結果：試験終了と同時

### LinuCレベル3
LinuCレベル3は専門分野に特化した3つの試験からなり、どれか１つに合格すればLinuCレベル３を取得することができる（認定を取得する上でレベル１やレベル２のように２試験の合格は必要とせず、どれか1試験に合格すれば認定を取得できる）。

#### LinuCレベル3 300 Mixed Environment
Linux、Windows、UNIXのOS混在環境のシステム構築ができ、認証統合とリソースの共有ができる専門家としての証明となるレベル。
- 受験の前提条件：なし
- 認定取得の要件：有意なLinuCレベル２を保有し、300試験に合格をすること
- 受験費用：1試験あたり15,000円（税抜き）／16,500円（税込）
- 試験実施方式：CBT（Computer Based Testing）
- 問題数：約60問
- 試験時間：90分
- 合否結果：試験終了と同時

#### LinuCレベル3 303  Security
Linuxサーバを構築・運用するためのセキュリティ知識を持ち、安全性の高いシステム設計やサーバ構築ができる専門家としての証明となるレベル。
- 受験の前提条件：なし
- 認定取得の要件：有意なLinuCレベル２を保有し、303試験に合格をすること
- 受験費用：1試験あたり15,000円（税抜き）／16,500円（税込）
- 試験実施方式：CBT（Computer Based Testing）
- 問題数：約60問
- 試験時間：90分
- 合否結果：試験終了と同時

#### LinuCレベル3 304 Virtualization & High Availability
LinuxとOSSによる仮想化と高可用性技術についての知識を持ち、データセンターやプライベートクラウドの構築・運用などができる専門家としての証明となるレベル。
- 受験の前提条件：なし
- 認定取得の要件：有意なLinuCレベル２を保有し、304試験に合格をすること
- 受験費用：1試験あたり15,000円（税抜き）／16,500円（税込）
- 試験実施方式：CBT（Computer Based Testing）
- 問題数：約60問
- 試験時間：90分
- 合否結果：試験終了と同時

### LinuCシステムアーキテクト
オンプレ/クラウド、物理/仮想化を含むLinuxの大規模システムのライフサイクル全体を俯瞰し、柔軟かつ拡張可能なアーキテクチャを設計・構築ができる「プレイングシステムアーキテクト」として認定されます。以下の知識と技術を持つことの裏付けとなります。
- 分散システムの処理構造について、典型的なパターンの特長を理解し使い分けられる。
- プラットフォーム/ミドルウェア/ネットワーク/ストレージについて、Linux/OSSによる具体的な構成を決定し構築・設定でき、クラウドサービスの機能を用いたりリソースを動的に確保するなどの構成も必要に応じて選択できる。
- 非機能要件のそれぞれを実現するための要素技術を理解し、 Linux/OSSにより実践できる。また、クラウドネイティブな設計アプローチや開発手法を理解し、システムに採り入れられる。
- 安定稼働と継続的開発を見据えた監視やテスト体制を設計し、また運用中のトラブル対応を主導できる。

LinuCシステムアーキテクトの諸条件は以下の通り。
- 受験の前提条件：なし
- 認定取得の要件：有意なLinuCレベル2を保有し、SA01試験とSA02試験の２試験に合格すること（5年以内に2試験合格が必要）
- 受験費用：1試験あたり25,000円（税抜き）／27,500円（税込）
- 試験実施方式：CBT（Computer Based Testing）
- 問題数：約40問
- 試験時間：90分
- 合否結果：試験終了と同時

### 有意性の期限
有意性の期限とは、技術の陳腐化が早いIT業界において最新の技術要素を反映した技術力を保持していることを証明するための認定ステータスの概念である。期限内であればACTIVEという認定ステータスであり、期限を超えるとINACTIVEという認定ステータスとなる。INACTIVEとなっても、認定された事実が無効になることはない。
- 認定日から5年目の日付を過ぎると、認定ステータスがACTIVEからINACTIVEに変更される
- ACTIVEの認定ステータスを維持するためには、認定日から5年以内に同一レベルの認定の再取得、または上位レベルの認定を取得することが必要
- 有意性の期限を超えてしまった場合、全てのレベルでINACTIVE表示となり、ACTIVEの認定ステータスに戻すには全ての試験の再受験が必要となる

## LPICとLinuC
LPICは、LPI (Linux Professional Institute)が提供しているLinux技術者の認定資格であるが、国内ではLPI-Japan（LPI日本支部とは異なる）が、Linux Professional Instituteとの恒久的かつ剥奪不能で独占的なライセンス契約を保有している。Linux技術者に必要な技術知識の標準を作ることによってLinux技術者の育成とLinuxの普及を促進する目的で生まれ、当初よりLPI-Japanが試験範囲の策定、試験の品質改善や漏洩防止、日本語化などの活動に積極的にかかわってきた。また、レベル2、レベル3の認定試験開発では開発費をファンディングしてリリースさせるとともに、レベル3では要件定義を行い、開発を主導してきた。

しかし、特に海外においてLinux Professional Instituteによる試験問題の品質改善や漏洩防止などの対応がなされず、その後も改善されなかったことから、LPI-Japanは従来のLPICに加えて、新たなLinux技術者認定「LinuC」を立ち上げ、技術変化への即応、試験問題の品質改善、漏洩防止などのための試験の改定などを自ら対応することで、技術者を正しく認定できる価値ある認定試験として提供を開始した。
現在Linux Professional InstituteによってLPICという名称で配信されている試験は商標権侵害の上で無断で提供されているものであり、LPI-Japanが品質を担保して提供していた従来のLPICと同じものではない。
なお、LinuCの初期リリースでは、試験範囲がLPICと同一であったため、2018年8月までにLPICを受験していた場合には、 LinuCとして確認・管理を行うことができる。

## 「ITSSキャリアフレームワークと認定試験・資格とのマップ」との関係
LinuC（リナック）は、2018年8月24日付でITSSのキャリアフレームワークと認定試験・資格とのマップ (Ver10r3) に掲載されている。
|                          | ITスペシャリスト | アプリケーションスペシャリスト | ソフトウェアデベロップメント | カスタマサービス | ITサービスマネジメント |
| ------------------------ | ---------------- | ------------------------------ | ---------------------------- | ---------------- | ---------------------- |
| ITSSスキル熟練度 レベル3 | LinuC レベル3    | LinuC レベル3                  | LinuC レベル3                | LinuC レベル3    | LinuC レベル3          |
| ITSSスキル熟練度 レベル2 | LinuC レベル2    | LinuC レベル2                  | LinuC レベル2                | LinuC レベル2    | LinuC レベル2          |
| ITSSスキル熟練度 レベル1 | LinuC レベル1    | LinuC レベル1                  | LinuC レベル1                | LinuC レベル1    | LinuC レベル1          |